# Alexander Moksel
Alexander Moksel (* 1. Februar 1918 in Płock (Polen); †  21. Oktober 2010 in Buchloe) war ein deutscher Unternehmer. Er gründete das inzwischen international tätige Unternehmen A. Moksel AG, das sich im Handel mit Fleisch und Fleischwaren einen Namen gemacht hat.  

## Leben
Alexander Moksel stammte aus einem Elternhaus, das im masowischen Płock einen Schlachtbetrieb besaß. Er selbst wurde als Jude in der Zeit des Nationalsozialismus verfolgt und im Jahr 1941 in Lagerhaft genommen. Von seinen Eltern und Geschwistern verlor er im Holocaust jede Spur. Anfang 1944 gelang ihm die Flucht aus dem Lager Raizisko. Er lebte mit Partisanen im Wald, bis die Rote Armee in die Gegend vordrang. Nach dem Kriegsende kam er im Jahr 1945 nach Buchloe. Er fing an, in einer stillgelegten Brauerei Tiere zu schlachten und Fleisch und Wurst in einem Laden zu verkaufen. Er baute seinen Metzgereibetrieb zielstrebig aus.
Im Jahr 1948 verfügte er über einen eigenen Schlachthof. In den 1950er Jahren begann Moksel mit dem Fleischhandel vorwiegend im süddeutschen Raum, ab 1957 zusätzlich mit Importen aus Österreich. Ab 1964 kamen Exportgeschäfte hinzu, zunächst hauptsächlich nach Italien. Im Jahr 1970 folgten Exporte hinter den Eisernen Vorhang, die sich ausweiteten. 1974 stieg der Unternehmer in das Dienstleistungsgeschäft für Zerlegung, Lagerung und Logistik von Fleisch ein. Im weiteren Verlauf ging das Unternehmen unter Moksels Führung Beteiligungen ein und fing an, in Großschlachthöfen seine Waren zu erzeugen, zuerst im Jahr 1985 in Buchloe. Von 1972 bis 1978 gehörte Alexander Moksel auf SPD-Seite dem Stadtrat in Buchloe an. Im Oktober 1987 folgte der Börsengang seines zur Aktiengesellschaft gewordenen Unternehmens. Nach der politischen Wende wurden drei Fleischzentralen vom Nahrungsmittelhersteller in den neuen Ländern in Betrieb genommen. 

### Die Moksel-Affäre
Nach der Deutschen Wiedervereinigung sorgte die „Moksel-Affäre“ in Bayern für Schlagzeilen. Der Unternehmer akzeptierte im Jahr 1995 einen Strafbefehl über 2.448.000 DM wegen Steuerhinterziehung in fünf Fällen. Es ging um zweifelhafte Zahlungen auf Nummernkonten in Ost-Berlin und in der Schweiz. Moksel selbst beteuerte, dass er die Gelder nur in Absprache mit Alexander Schalck-Golodkowski für Kontrahenten in der früheren DDR treuhänderisch gehalten habe. Vor einem Untersuchungsausschuss des Bayerischen Landtags, der etwaige Verflechtungen des DDR-Devisenbeschaffers mit der CSU aufhellen wollte, verweigerte er in Zusammenhang mit seinen Ost-West-Geschäften die Aussage. Bis 1994 war Moksel mit der Leitung des von ihm gegründeten Unternehmens befasst. 

### Familie
Er war verheiratet. Seine Frau Antonie Maria Moksel, geb. Weber (* 25. September 1924 in Buchloe; † 21. Dezember 2016 ebenda) erhielt wie er die Ehrenbürger-Würde von Buchloe. Aus seiner Ehe gingen vier Kinder hervor. Alexander Moksel wurde nach seinem Tod am 21. Oktober 2010 auf dem Städtischen Friedhof in Buchloe beigesetzt.

## Mäzenatentum
Moksel war für seine Großzügigkeit in bestimmten Projekten bekannt. Er stiftete für das örtliche Krankenhaus einen Betrag von 1,25 Millionen DM. Ein Kindergarten entstand mit Finanzmitteln von 3,5 Millionen DM aus seinem Vermögen. Das Fußballstadion, Kirchenstiftungen und einige Vereinsheime in der Stadt bedachte er als Mäzen mit Zuwendungen. Für den Bau der Synagoge im Jüdischen Zentrum der Landeshauptstadt München spendete er eine halbe Million Euro.
Als begeisterter Pferdesportler richtete er in Buchloe Reitturniere aus. Den Olympioniken Ludger Beerbaum konnte er im Jahr 1989 mit finanziellen Zusagen für die Ostallgäuer Heimatstadt als Trainingsort begeistern.
Auf Anregung von Anton Posset finanzierte Moksel im Jahr 1983 den Kauf des Teils des Grundstückes mit den erhaltenen Resten des KZ-Außenlagers Kaufering VII – Erpfting, das in den folgenden Jahrzehnten durch die Bürgervereinigung Landsberg im 20. Jahrhundert zur Europäischen Holocaustgedenkstätte ausgebaut wurde.

## Ehrungen und Auszeichnungen
Alexander Moksel war seit 1977 Ehrenbürger der Stadt Buchloe. Moksel erhielt zwei Verdienstorden der Bundesrepublik Deutschland: das Verdienstkreuz am Bande und das Bundesverdienstkreuz Erster Klasse.
Für sein Engagement im Pferdesport erhielt Moksel die „Goldene Verbandsehrennadel mit Kranz“ vom Verband der Reit- und Fahrvereine Schwaben. Die Deutsche Reiterliche Vereinigung verlieh ihm das Deutsche Reiterkreuz in Gold. Das Fußballstadion und eine Straße in Buchloe wurden nach Alexander Moksel schon zu Lebzeiten benannt.